# 田中陽造
田中 陽造（たなか ようぞう、1939年5月17日 - ）は、日本の脚本家。別名義は具流 八郎。パパドゥ所属。若松プロダクション出身。早稲田大学第一文学部卒業。

## 経歴・人物
東京市日本橋生まれ。日劇ミュージックホール演出部に入った後、ラジオの台本を手がけるようになった。早稲田大学在学中に大和屋竺、河内紀と出逢い、稲門シナリオ研究会に属する。日活入社後、鈴木清順監督を中心とした脚本チーム「具流八郎」に参加。
日活ロマンポルノの全盛期を支えた立役者でもある。
脚本家の荒井晴彦、中園ミホとは師弟関係。
2005年に新設された東京藝術大学大学院映像研究科にて、助教授をつとめた。藝大時代の教え子に脚本家の大石三知子、田中幸子、和田清人がいる。

## 代表的な脚本作品

### 映画
- 裏切りの季節（1966年）
- 殺しの烙印（1967年）※具流八郎名義
- 艶説女侠伝 お万乱れ肌（1972年）
- 実録白川和子 裸の履歴書（1973年）
- やくざ観音 情女仁義（1973年）
- 愛欲の罠（1973年）
- （秘）女子大生 SEXアルバイト（1974年）
- 花と蛇（1974年）
- 狂乱の喘ぎ（1974年）
- 生贄夫人（1974年）
- 秘本 袖と袖（1974年）
- 新仁義なき戦い 組長の首（1975年）
- 玉割り人ゆき（1975年）
- 好色元禄㊙物語（1975年）
- 玉割り人ゆき 西の廓夕月楼（1976年）
- 暴走パニック 大激突（1976年）
- 「妻たちの午後」より 官能の檻（1976年）
- 嗚呼!!花の応援団（1976年）
- 嗚呼!!花の応援団 役者やのォー（1976年）
- 大奥浮世風呂（1977年）
- 不連続殺人事件（1977年）
- 嗚呼!!花の応援団 男涙の親衛隊（1977年）
- 性と愛のコリーダ（1977年）
- 地獄の天使 紅い爆音（1977年）
- 肉体の門（1977年）
- 青い獣 ひそかな愉しみ（1978年）
- 禁じられた体験（1979年）
- 地獄（1979年）
- ひと夏の秘密（1979年）
- 真田幸村の謀略（1979年）
- 俺達に墓はない（1979年）
- 夢一族 ザ・らいばる（1979年）
- ツィゴイネルワイゼン（1980年）
- おんなの細道 濡れた海峡（1980年）
- 仕掛人梅安（1981年）
- ラブレター（1981年）
- 女教師 汚れた放課後（1981年）
- セーラー服と機関銃（1981年）
- 陽炎座（1981年）
- 魚影の群れ（1983年）
- 化粧（1984年）
- 上海バンスキング（1984年）
- 魔の刻（1985年）
- 雪の断章 -情熱-（1985年）
- キャバレー（1986年）
- めぞん一刻（1986年）
- 光る女（1987年）
- 黒いドレスの女（1987年）
- 夢二（1991年）
- 居酒屋ゆうれい（1994年）
- 夏の庭 The Friends（1994年）
- 新・居酒屋ゆうれい（1996年）
- 天国までの百マイル（2000年）
- 透光の樹（2004年）
- ヴィヨンの妻 〜桜桃とタンポポ〜（2009年）
- 最後の忠臣蔵（2010年）
- ゆきてかへらぬ（2025年）

### テレビドラマ
- 恐怖劇場アンバランス 木乃伊の恋（1969年制作／1973年放映）
- 右門捕物帖「謎の蛇皮線」（1975年）
- 土曜ドラマ『松本清張シリーズ・事故（1975年）
- 早筆右三郎（1978年）
- 探偵物語（1980年）
- 真夜中のヒーロー（1980年）
- 土曜ワイド劇場 悪女の仮面（1980年）
- 水曜グランドロマン 九時まで待って（1989年）
- あなたには帰る家がある（1997年制作／2003年放送）

## 著書
- 田中陽造著作集　人外魔境篇（2017年、文游社）
- ゆきてかへらぬ　田中陽造自選シナリオ集（2025年、国書刊行会）

## 受賞
- 第35回毎日映画コンクール 脚本賞（1980年、ツィゴイネルワイゼン）
- 第18回日本アカデミー賞 優秀脚本賞（1994年、居酒屋ゆうれい）[7]
- 第49回毎日映画コンクール 脚本賞（1994年、居酒屋ゆうれい・夏の庭 The Friends）
- 第33回日本アカデミー賞 優秀脚本賞（2009年、ヴィヨンの妻 〜桜桃とタンポポ〜）[8]
- 第35回日本アカデミー賞 優秀脚本賞（2012年、最後の忠臣蔵）[9]
- 第64回毎日映画コンクール 脚本賞（2009年、ヴィヨンの妻 〜桜桃とタンポポ〜）